# Norbert Kobielski
Norbert Kobielski (né le 28 janvier 1997) est un athlète polonais spécialiste du saut en hauteur.

## Biographie
Médaillé de bronze aux championnats d'Europe espoirs 2019, il remporte les championnats d'Europe par équipes 2021, chez lui à Chorzów.
En 2023, Norbert Kobielski se classe des 5e des Championnats d'Europe en salle et 3e des Jeux européens.
Le 24 juillet 2024, deux jours avant le début des Jeux olympiques d'été de 2024, il est provisoirement suspendu après un test de dopage positif.

## Palmarès
| Date | Compétition                       | Lieu             | Résultat | Marque |
| ---- | --------------------------------- | ---------------- | -------- | ------ |
| 2019 | Championnats d'Europe espoirs     | Gävle            | 3e       | 2,23 m |
| 2021 | Championnats d'Europe par équipes | Chorzów          | 1er      | 2,24 m |
| 2022 | Championnats du monde en salle    | Belgrade         | 9e       | 2,24 m |
| 2023 | Championnats d'Europe en salle    | Chorzów          | 5e       | 2,26 m |
| 2023 | Jeux européens                    | Chorzów          | 3e       | 2,26 m |
| 2023 | Championnats du monde             | Budapest         | 10e      | 2,25 m |
| 2023 | Ligue de diamant                  | Ligue de diamant | 2e       | 2,33 m |
| 2024 | Championnats du monde en salle    | Glasgow          | 7e       | 2,24 m |

## Records
| Épreuve         | Épreuve      | Performance | Lieu   | Date              |
| --------------- | ------------ | ----------- | ------ | ----------------- |
| Saut en hauteur | En plein air | 2,33 m      | Eugene | 16 septembre 2023 |
| Saut en hauteur | En salle     | 2,29 m      | Toruń  | 29 février 2020   |